# Sonia Ribes-Beaudemoulin
Sonia Ribes-Beaudemoulin, née le 22 novembre 1953 à Saint-Pierre (La Réunion), est une océanographe biologiste française, conservatrice en chef du Muséum d'histoire naturelle de La Réunion de 1991 à 2019.

## Biographie
Elle grandit à La Réunion dans le sud de l'île. Son père, Paul Beaudemoulin, est le directeur adjoint de l'usine sucrière de Grands Bois.
Elle est scolarisée au lycée Roland-Garros au Tampon puis au lycée Jules-Ferry à Paris. Elle obtient une maîtrise de biologie animale, suivi d'un DEA d’océanographie biologique à l’université Paris VI-Pierre-et-Marie-Curie et d'un doctorat d’océanographie biologique à Aix-Marseille.
Elle rentre ensuite à La Réunion où elle enseigne dans le secondaire les mathématiques à Saint-Denis (1979-1983) et les sciences naturelles (1983-1990).
Nommée conservatrice du Muséum d’histoire naturelle de La Réunion à Saint-Denis en 1990, elle contribue à développer les collections grâce àde nombreuses missions scientifiques et des partenariats avec les pays de la zone océan Indien,. Son expertise est reconnue en matière de biodiversité marine, notamment de la faune des récifs coralliens. Elle met en place de nombreuses expositions sur la mer : photographies de James Caratini et de Thierry Soriano en 1994 ; poissons recueillis par les scientifiques après l’éruption volcanique d’avril 2007, ; les requins ; le voyage de Lapérouse...
Son statut de conservatrice lui permet d'élargir ses compétences scientifiques à la faune et flore marines et terrestres, à l'écologie et à la biodiversité de la zone océan Indien.
En 2007, elle est nommée présidente du Conseil scientifique de la réserve naturelle marine nouvellement créée. Elle est également membre du Conseil scientifique du parc national de La Réunion créé la même année et du Conseil scientifique régional du Patrimoine naturel. Elle est cofondatrice de l’association Vie Océane pour la défense de nos récifs coralliens, membre de la commission départementale de la nature, des paysages et des sites et fondatrice de la Société d’Études Ornithologiques de La Réunion (SEOR).
Elle est chargée également de l'ouverture du musée du Sel à Saint-Leu, structure qui ouvre en 2007.
Outre des articles scientifiques, elle écrit des ouvrages grand public sur la faune terrestre et marine de La Réunion.

## Publications
- 2002 : Merveilles sous-marines : La vie récifale à La Réunion, photographies James Caratini et Thierry Soriano  (ISBN 29519074-0-0)
- 2003 : Biodiversité, le vivant dans tous ses états, une exposition du Muséum d'histoire naturelle de la Réunion
- 2006 : Animaux des jardins créoles, ill. François Malbreil. Océan éditions, coll. « Animaux des Mascareignes »  (ISBN 2-907064-94-0)
- 2007 : Les poissons des récifs coralliens, avec Patrick Durville, ill. et photographies Alain Diringer. Océan éditions, coll. « Animaux des Mascareignes »  (ISBN 978-2-916533-15-5)
- 2008 : Les animaux des récifs coralliens. Océan éditions, coll. « Animaux des Mascareignes »  (ISBN 978-2-916533-44-5)
- 2008 : Biodiversité de La Réunion, coffret de 6 volumes, coordination scientifique. Muséum d'histoire naturelle de La Réunion
- 2016 : Chantal Conand, Sonia Ribes-Beaudemoulin, Florence Trentin, Thierry Mulochau et Émilie Boissin, Oursins, étoiles de mer & autres échinodermes : Biodiversité de La Réunion, La Réunion, Les éditions du Cyclone, 168 p. (ISBN 979-10-94397-04-6).
- 2019 : Coquillages, nudibranches et autres mollusques de La Réunion. Éditions du cyclone
- 2020 : À la découverte des araignées de La Réunion, avec Grégory Cazanove. Éditions du volcan

## Distinctions
- Chevalier des Arts et des Lettres

- Officier de la Légion d’honneur

- Officier de l’Ordre national du Mérite.

- « Femme de l'année » 2008 par la Région Réunion[1].